# 1900-ті

## Події
- 1900–02 — відбувалися основні події Другої англо-бурської війни, що розпочалася у жовтні 1899 року. У цій війні вперше були масово застосовані партизанська війна, тактика спаленої землі, концентраційні табори. Велика Британія перемогла та анексувала території Трансвааля та Оранжевої республіки.
- 1903–06 — арктична експедиція норвезького полярника Руаля Амундсена.
- 1904–05 — російсько-японська війна.
- 1905–07 — революція в Росії.
- 1908, 21 квітня — американський полярний дослідник Фредерик Кук першим підкорив Північний полюс.

## Народились
- 1905 — Балінський Борис Іванович, український та південноафриканський біолог.

## Померли
- 1901 — Вікторія, королева Великої Британії.